# Heinrich Brandenburg (Werft)

Schiffswerft Heinrich Brandenburg auf Steinwärder um 1880

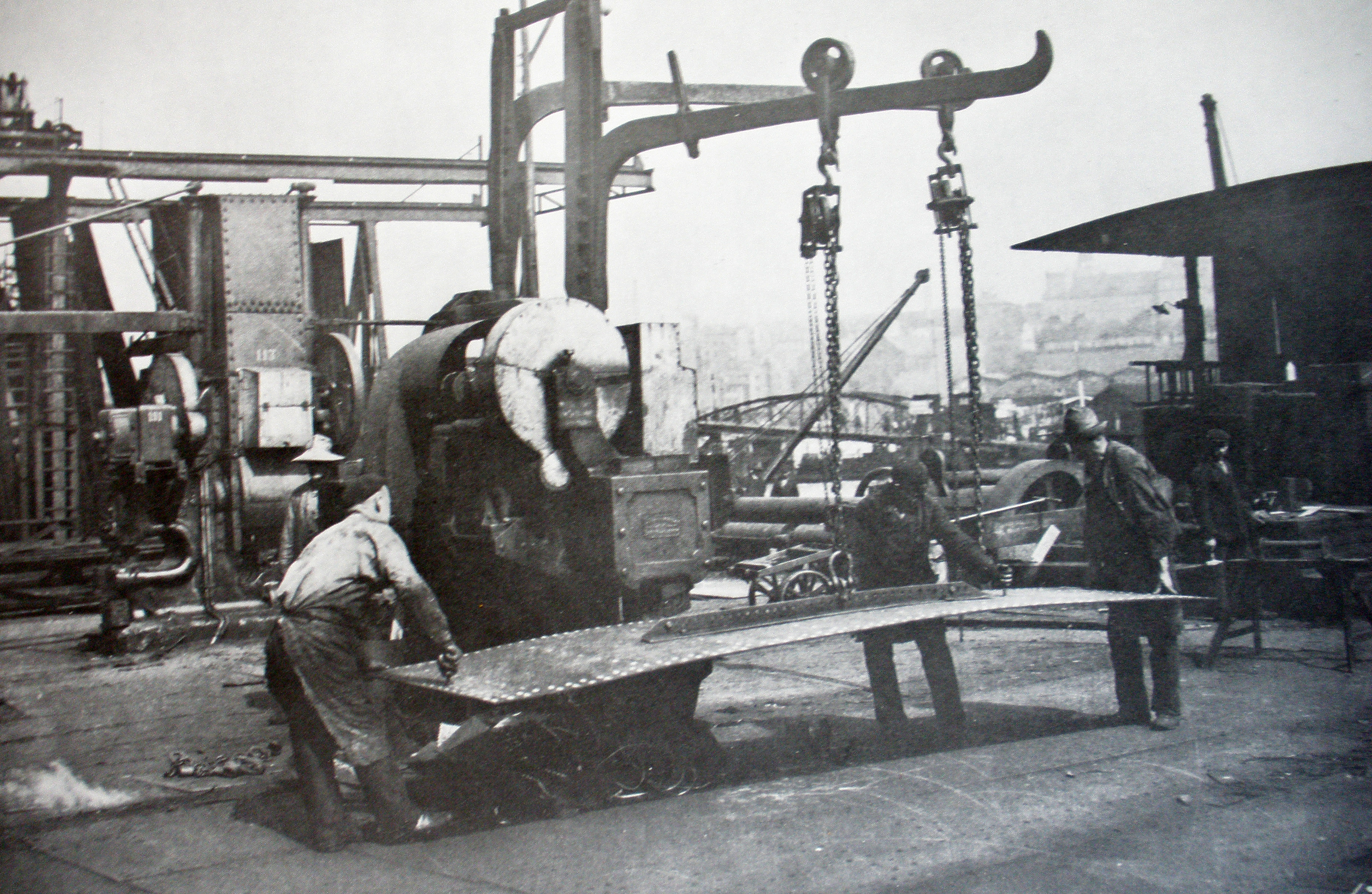
Schiffswerft Heinrich Brandenburg auf Steinwärder um 1907

Schiffswerft Heinrich Brandenburg auf Steinwärder um 1912

Heinrich Brandenburg betrieb seit 1845 auf Steinwärder im Hamburger Hafen eine Reparaturwerft, die ab 1873 erheblich erweitert wurde. Die Werft wurde 1912 an die Reiherstiegwerft verkauft.

## Geschichte
Die Werft des Unternehmens Heinrich Brandenburg gehörte zu den ältesten Hamburger Werften. Sie lag auf Steinwärder im Hamburger Freihafengebiet. Die Anlagen waren zunächst nur für den Holzschiffbau ausgelegt. 1873 wurde Sauber Gebr. Teilhaberin mit einem Anteil von 50 Prozent. Die Werft wurde erheblich ausgebaut. Auch die kaufmännische Leitung ging in die Hände der Reederei Sauber Gebr. über.
An drei Seiten war die Werftanlage von Wasser umgeben; die Nordseite bildete die Elbe, die Ostseite der Fährkanal und die Südseite der Nordersandfleth. Während die Südseite nur genügend Wassertiefe für Flussfahrzeuge bot, konnten die West- und Nordseite von großen Seeschiffen belegt werden. Das Areal des Werftplatzes umfasste 14 000 m², die Länge der drei Wasserfronten 350 m.
1890 wurde das an der Elbseite gelegene Schwimmdock mit einer Gesamtlänge von 90 m und einer Breite von 25 m bei 3600 t Tragfähigkeit in Betrieb genommen. Die wachsenden Anforderungen veranlassten die Werft schon bald zum Neubau zwei weiterer Dockabteilungen von 50 m Länge und 3000 t Tragfähigkeit, so dass nunmehr eine Gesamtlänge von 140 m mit einer Tragfähigkeit von 6600 t zur Verfügung stand.
Heinrich Brandenburg reparierte und baute: Arbeitsschiffe für die HADAG, Dampfbarkassen, Dampfschlepper, Feuerschiffe, Fischdampfer, Getreideheber, Kohlenheber, Personendampfer, Schuten, Seeschiffe, Wasserschutzdampfer und Zolldampfer. Heinrich Brandenburg war auch eine Maschinenfabrik und Kesselschmiede.
1897 wurde die Werft Heinrich Brandenburg in eine Kommanditgesellschaft umgewandelt. Emma Sauber wurde persönlich haftende Gesellschafterin.
1898 starb Heinrich Brandenburg (Sohn des Unternehmensgründers) nachdem er sich schon einige Jahre aus dem Geschäft zurückgezogen hatte. Johann Rieck und Konrad Engel wurden persönlich haftende Gesellschafter der Werft. Konrad Engel war mit einer Tochter Hermann Saubers verheiratet. 1903 wurde auch Herman J. M. Sauber persönlich haftender Gesellschafter der Werft Heinrich Brandenburg.
Zuletzt beschäftigte die Werft 450 bis 600 Arbeiter und Angestellte; zu Spitzenzeiten auch mal 900. Erhebliche Investitionen wurden 1912 nötig um die Werft gründlich zu modernisieren. Das erforderliche Kapital wurde von den Gesellschaftern letztlich nicht aufgebracht. Heinrich Brandenburg wurde an die Reiherstiegwerft verkauft, nachdem sich langwierige Fusionsverhandlungen mit der benachbarten Stülckenwerft zerschlagen hatten. 1928 gingen die Anlagen an die Deutsche Werft über und wurden als Werk III weitergeführt. Seit Mitte der 1980er Jahre liegt das Gelände brach.